# Hydraena angulosa
Hydraena angulosa är en skalbaggsart som beskrevs av Étienne Mulsant 1844. Hydraena angulosa ingår i släktet Hydraena och familjen vattenbrynsbaggar. Inga underarter finns listade i Catalogue of Life.